# Brödinstitutet
Brödinstitutet är en del av den svenska branschorganisationen Sveriges bagare & konditorer. Dess verksamhet startade 1957 som ett samarbete mellan myndigheter och brödbranschen, och verkar för att sprida kunskap om kost och hälsa, med utgångspunkt i bröd.

## Brödkampanjen på 1970-talet
Institutet finansierade kampanjen Socialstyrelsen vill att vi äter 6-8 skivor bröd om dagen vid mitten av 1970-talet.  Den utformades på ett sätt som fick det att framstå som om Socialstyrelsen var avsändare av budskapet och sågs därför bland allmänheten som en statlig folkhälsokampanj och kritiserades för överförmynderi, trots att det var en reklamkampanj från branschen. Socialstyrelsen hade informerats om kampanjen i förväg, men var inte införstådd med hur dess namn skulle användas och omfattningen av kampanjen. Ställd inför fullbordat faktum valde dock Socialstyrelsens dåvarande generaldirektör Bror Rexed att stödja kampanjen. Socialstyrelsens experter hade verkligen varnat för hälsokonsekvenser av det snabbt minskade brödätandet i befolkningen och hade i sina skrifter sedan ett par år tillbaka uttryckt sig på ett sätt som kunde tolkas som en rekommendation att äta 6-8 skivor bröd/dag, dock med liten uppmärksamhet, och man sökte därför näringslivets stöd för en kampanj.